# سامسونگ اس‌سی‌اچ-یو۷۵۰
سامسونگ اس‌سی‌اچ-یو۷۵۰ یک‌نمونه از گوشی‌های تلفن همراه سری U شرکت سامسونگ می‌باشد  که توسط همین شرکت به بازار عرضه شده‌است ویژگی بارز این گوشی این است که به جای دکمه از جوهر الکترونیک استفاده می‌کند.